# Edson Buddle
Edson Michael Buddle (* 21. Mai 1981 in New Rochelle, New York) ist ein US-amerikanischer ehemaliger Fußballspieler auf der Position eines Stürmers.

## Karriere

### Jugend
Der im US-Bundesstaat New York geborene und aufgewachsene Buddle begann seine aktive Karriere als Fußballspieler beim Jugendfußballklub FC Westchester im Westchester County im Südosten des Bundesstaates New York. Dort war er von 1993 bis 1995 aktiv und kam danach unter anderem für das Fußballteam der Port Chester High School in Port Chester in seinem Heimatcounty zum Einsatz. Nach seiner Zeit an der High School spielte Buddle 1999 eine Saison für die Herrenfußballmannschaft der State Fair Community College in Sedalia im Bundesstaat Missouri. Mit der dortigen Mannschaft gewann er unter anderem die NJCAA National Championship, wobei Buddle im Endspiel den spielentscheidenden Treffer beim 3:2-Sieg über das Pima Community College erzielte.

### Von denLong Island Rough Ridersin die MLS
Nach einer erfolgreichen Spielzeit am College kam der Stürmer im Jahr 2000 zu den Long Island Rough Riders, die ihren Spielbetrieb zum damaligen Zeitpunkt noch in der zweitklassigen A-League, der späteren USL First Division, hatten. Sein Profidebüt gab er dabei am 26. April 2000 beim 2:1-Heimsieg über die Boston Bulldogs, als er in der 54. Spielminute eingewechselt wurde und in der 63. Minute seinen ersten Profitreffer erzielte und damit mit der 1:0-Führung den Sieg seines Teams vorbereitete. Für die Mannschaft kam er in 26 Ligaspielen zum Einsatz, erzielte dabei elf Tore und gab vier Assists. Mit der Mannschaft gewann er die Northeast Conference mit einem Punkt Vorsprung auf die Rochester Raging Rhinos und 17 Punkten auf den Drittplatzierten, Toronto Lynx. Mit seinen elf Treffern wurde er mannschaftsinterner Torschützenkönig und war aufgrund seiner guten Leistungen und der Tore Finalist um den Erhalt der Auszeichnung als A-League Rookie of the Year.
2001 kam Buddle über das Joint-Venture Generation Adidas, das damals noch unter dem Namen Project-40 lief und den MLS SuperDraft 2001 als 27. Pick in der dritten Runde zum MLS-Franchise Columbus Crew. Sein Debüt in der höchsten nordamerikanischen Spielklasse gab der damals 19-Jährige am 7. April 2001 und kam in seiner ersten Spielzeit auf 17 Spiele und drei Tore. Seinen ersten MLS-Treffer erzielte er bei seinem dritten Einsatz, nur fünf Tage vor seinem 20. Geburtstag, am 16. Mai 2001 gegen New England Revolution. Ab der Saison 2002 begann sich Buddle neben Spielern wie Taylor Twellman, Kyle Martino, Brad Davis oder Justin Mapp zu den herausragendsten jungen Spielern der Liga zu etablieren. Mit der Crew kam er in dieser Spielzeit in 21 Partien zum Einsatz, in denen er neun Tore erzielte und fünf Torvorlagen machte. Mit der Mannschaft sicherte er sich den Lamar Hunt U.S. Open Cup 2002, wo das Team Buddles späteren Klub Los Angeles Galaxy mit 1:0 im Endspiel bezwang.
Von einer Achillessehnenentzündung aus der Bahn geworfen, kam er 2003 in lediglich 20 Meisterschaftsspielen zum Einsatz, wobei er allerdings gute Offensivleistungen zeigte und insgesamt zehnmal zum Torerfolg kam sowie vier Tore für seine Teamkameraden vorbereitete. Auch in der Liga lief es für das Franchise aus Columbus, Ohio, denkbar schlecht. So erreichte das Team in der Eastern Conference nur den fünften und damit letzten Platz innerhalb der Conference. Im CONCACAF Champions’ Cup 2003 war Buddles Torgefährlichkeit ebenfalls spürbar, da er vier der sechs Tore erzielte, die seine Mannschaft im Laufe des Turniers verwertete. Aufgrund eines verletzungsbedingten Ausfalls im Spieljahr 2004 konnte Buddle seiner Stammposition in der Offensive von Columbus Crew dennoch gerecht werden und kam bei 24 Einsätzen auf eine Bilanz von elf Toren und zwei Assists. Insgesamt wurde er in dieser Spielzeit zweimal zum MLS Player of the Week gewählt, dafür einmal für seine vier Tore, die er beim 4:2-Sieg über die New York Red Bulls am 18. September 2004 erzielte. Zudem verhalf er seinem Team zum ersten Platz in der Eastern Conference sowie zum Gewinn des MLS Supporters’ Shield, das vor allem aufgrund der Serie von 18 ungeschlagenen Meisterschaftsspielen in Folge, geholt wurde. Diese Serie ist bis dato (2010) ungebrochener Ligarekord.
Auch in der Saison 2005 brachte Buddle weiter gute Leistungen in der Angriffsreihe von Columbus Crew und war nach dem Abgang von Brian McBride nach der Spielzeit 2004 der beste Torschütze der Crew im Jahr 2005, wobei er bei 23 Einsätzen neun Tore erzielte und abermals zwei Assists gab. Nach einer so guten vorangegangenen Spielzeit erreichte die Mannschaft unter der Führung von Greg Andrulis beziehungsweise Interimstrainer Robert Warzycha 2005 erneut nur den letzten Tabellenplatz in der auf sechs Franchises erweiterten Eastern Conference. Insgesamt versäumte er einen Monat an Spielpraxis, als er von der Polizei von Columbus verhaftet wurde, da er einen Alkoholtest verweigert hatte und wegen Verstoßes gegen die Drogenmissbrauch-Verordnung der MLS für fünf Spiele gesperrt wurde. Einer Erhebung zufolge kam Buddle in der Zeit ab dem Wechsel zu Columbus Crew zu 14 Verstößen gegen die Straßenverkehrsordnung.

### Wechsel zu den New York Red Bulls und Stippvisite beim Toronto FC
Noch vor dem Spieljahr 2006 wechselte Buddle im Gegenzug für Eddie Gaven und Chris Leitch innerhalb der Conference zu den New York Red Bulls, die ab dieser Saison nicht mehr, wie bisher, unter dem Namen MetroStars auftraten. Dort kam er an der Seite von Youri Djorkaeff, Amado Guevara oder John Wolyniec in 28 Meisterschaftsspielen zum Einsatz und erzielte dabei sechs Treffer und gab drei Torvorlagen. Zu einem nur kurzen Auftritt beim Toronto FC kam der Stürmer im Jahre 2007, als er den Vorzug vor Tim Reagan bekam, der im MLS Expansion Draft 2006 vom kanadischen Franchise vorgemerkt, dann aber doch nicht aufgenommen wurde. Nach insgesamt nur zehn Ligaauftritten und zwei Torvorlagen für das Team aus dem Norden, folgte für Buddle am Saisonende ein weiterer Wechsel innerhalb der Major League Soccer.

### Erfolgreiche Zeit bei LA Galaxy
Diesmal ging es an die West Coast, wo er Mitte Juni 2007 im Gegenzug für Tyronne Marshall zu Los Angeles Galaxy transferiert wurde. Gleich in seinem ersten Spiel gegen Real Salt Lake am 17. Juni 2007 erzielte er sein erstes Tor für den neuen Verein. Mit seinem zweiten Tor beim zweiten Einsatz war er der erste Spieler von Galaxy seit Diego Serna im Jahre 2003, dem es gelang, in den ersten beiden Spielen der Saison zu treffen. Nachdem ihn die Achillessehnenverletzung, die ihn schon seit dem Jahr 2003 plagte, im Juli und Anfang August zurückwarf, kam er Mitte August 2008 wieder für das Franchise aus Carson zum Einsatz. Des Weiteren kam Buddle in dieser Spielzeit zu zwei Einsätzen in der Reservemannschaft von LA Galaxy sowie zu drei Einsätzen in der nordamerikanischen SuperLiga, in der Los Angeles erst im Finale gegen den CF Pachuca im Elfmeterschießen mit 3:4 ausschied. In der MLS kam er bei 16 Einsätzen fünfmal zum Torerfolg.
Noch vor der Saison 2008 wurde Buddle nicht als Stammspieler im Angriff von LA Galaxy gehandelt, da das Franchise mit Carlos Ruiz, Alan Gordon und speziell mit Landon Donovan drei starke Stürmer in der Mannschaft hatte. Buddle sollte dabei nur herangezogen werden, falls Ruiz und Donovan für Länderspiele ihrer jeweiligen Nationalmannschaft eine Freistellung bekamen. Vor allem aufgrund Ruiz’ Verletzung übernahm Buddle vorwiegend dessen Position und kam so vermehrt zu Einsätzen für Los Angeles Galaxy. Über die gesamte Saison hinweg kam der engagierte Stürmer in 27 Meisterschaftsspielen zum Einsatz und erzielte dabei 15 Tore und rangierte damit hinter Kenny Cooper (18 Tore) und seinem Teamkollegen Landon Donovan (20 Tore) auf dem dritten Rang in der Torschützenliste der Major League Soccer. Außerdem machte er drei Torvorlagen für seine Teamkollegen und kam aufgrund seiner guten Leistungen im MLS All-Star Game 2009 gegen West Ham United zum Einsatz. Beim dortigen 3:2-Sieg kam Buddle als Ersatzspieler in der zweiten Halbzeit zum Einsatz. Weiter wurde er im Laufe der Saison zweimal zum MLS Player of the Week gewählt und dies zweimal nachdem er einen Hattrick erzielt hatte.
Mit dem Start in die für das Team recht erfolgreiche Saison 2009 ging Buddles Erfolgslauf weiter. So kam er bei 19 Meisterschaftseinsätzen auf eine Bilanz von fünf Treffern und erreichte mit der Mannschaft in der Endtabelle den ersten Platz in der Western Conference und war gleichzeitig Finalist im MLS Cup 2009. Weitere zweite Plätze waren in diesem Jahr der zweite Rang beim Erhalt des MLS Supporters’ Shield, sowie Rang zwei bei der Pan-Pacific Championship 2009. Nach einer Verstauchung seines rechten Knöchels, die er bei einem Freundschaftsspiel gegen den AC Milan erlitt, fiel er über sieben Wochen lang aus und kehrte erst wieder Mitte September ins laufende Spielgeschehen zurück. Zur Major League Soccer 2010 machte sich seine Torgefährlichkeit ein weiteres Mal bemerkbar. So war er am 14. Mai 2010 Führender in der Torschützenliste der MLS, übte die meisten Schüsse und die meisten Torschüsse aus und erzielte die meisten spielentscheidenden Tore. Nach der Ligapause, während der Fußball-Weltmeisterschaft 2010, setzte er seine starke Leistung fort. Buddle führte lange Zeit die Torschützenliste an und wurde für das MLS All-Star Game gegen Manchester United nominiert. Am 24. Oktober gewann er mit der Mannschaft die Western Conference und den MLS Supporters’ Shield. Für seine Leistungen während der Saison 2010 wurde er zum besten Spieler der Galaxies gewählt. Außerdem war er der erfolgreichste Torschütze der Mannschaft und wurde zum „Humanitarian of the Year“ gewählt, da er sehr stark bei karitativen Projekten der Galaxies involviert war.

### Abstecher zum FC Ingolstadt 04 und Rückkehr in die MLS
Am 10. Januar 2011 schloss Buddle sich dem deutschen Zweitligisten FC Ingolstadt 04 an. Er erhielt einen bis 2013 datierten Vertrag. Er hatte in 31 Ligaspielen neun Tore erzielt, bevor sein Vertrag zum 31. Januar 2012 aufgelöst wurde. Anschließend kehrte er zu seinem alten Verein LA Galaxy zurück. Anfang 2013 wurde er an die Colorado Rapids abgegeben, für die er bis Ende 2014 aktiv war. Im März 2015 kehrte er bis Ende des Jahres erneut zu LA Galaxy zurück, wo er am Ende des Jahres seine Karriere beendete.

### Nationalmannschaftskarriere
Nachdem er bereits für die US-amerikanische U-18-Auswahl zum Einsatz gekommen war, wurde er im Jahr 2001 vom deutsch-amerikanischen U-20-Nationaltrainer Wolfgang Sühnholz in den Kader für die Junioren-Fußballweltmeisterschaft 2001 in Argentinien geholt. Nachdem er zuvor bereits in inoffiziellen Aufbau- und Testspielen der U-20-Nationalmannschaft gegen Profifußballmannschaften zum Einsatz gekommen war, absolvierte er bei der Junioren-WM drei Länderspiele, in denen er einen Treffer erzielte. Dieser gelang ihm am 20. Juni 2001 beim 4:1-Erfolg über die chilenische U-20-Nationalelf. Zu seinem A-Nationalmannschaftsdebüt kam Buddle schließlich als 21-Jähriger am 29. März 2003 bei einem 2:0-Sieg in einem Freundschaftsspiel gegen Venezuela, als er in der 80. Spielminute für seinen Columbus-Crew-Teamkollegen Brian McBride eingewechselt wurde. Im selben Jahr nahm er mit der US-amerikanischen U-23-Auswahl an der Qualifikation zur Teilnahme am Fußballturnier der Olympischen Sommerspiele 2004 in Athen teil, wobei sich das Team, obwohl Buddle zwei Treffer beisteuerte, allerdings nicht qualifizieren konnte.
Im Mai 2010 nahm der Nationaltrainer der USA, Bob Bradley, Rücksicht auf Edson Buddle und nominierte ihn, vor allem aufgrund seiner guten Leistungen in der Spielzeit 2010, in den vorläufigen 30-Mann-Kader, der an der Fußball-Weltmeisterschaft 2010 in Südafrika teilnahm.
Bis 1. Juni 2010 musste Bradley den Kader auf 23 Mann reduzieren. Da es wegen der Ausfälle von Charlie Davies und Brian Ching ungewiss war, welche Stürmer in den 23-Mann-Kader berufen werden, hätte sich der Nationaltrainer zwischen Edson Buddle und Hérculez Gómez entscheiden müssen. Schlussendlich wählte Bradley beide Spieler zusammen mit Jozy Altidore und Robbie Findley in die Offensivabteilung der USA.
Nachdem Buddle über sieben Jahre nicht mehr im A-Nationalteam seines Heimatlandes zum Einsatz gekommen war, wurde er schließlich am 25. Mai 2010 bei einer 2:4-Niederlage im Vorbereitungsspiel gegen Tschechien in der ersten Halbzeit eingesetzt und im zweiten Durchgang durch Herculez Gomez ersetzt. Im Spiel bereitete er in Minute 17 Maurice Edus 1:0-Führungstreffer vor und verletzte sich im Laufe des Spiels an der Lippe, weshalb er noch neben dem Spielfeld mit zwei Stichen genäht werden musste, aber weiterspielen konnte.
Bei seinem erst dritten Länderspieleinsatz war Buddle am 5. Juni 2010 beim 3:1-Sieg im WM-Vorbereitungsspiel gegen Australien der herausragendste Spieler der Partie. Im Spiel, in dem er bis zur 78. Minute im Einsatz war, erzielte er in Minute 4 nach Alleingang mit einem kraftvollen Schuss von der Strafraumgrenze den Führungstreffer für sein Team. Nach dem Ausgleichstreffer in Minute 19 erzielte Buddle nach Vorlage des Deutschland-Legionärs Steve Cherundolo per Kopf den Treffer zur 2:1-Führung.

## Erfolge

### State Fair Comm College
- NJCAA National Championship: 1999

### Long Island Rough Riders
- Sieger der USL A-League Northeast Conference: 2000

### Columbus Crew
- Lamar-Hunt-U.S.-Open-Cup-Gewinner: 2002
- Sieger der MLS Eastern Conference in der Regular Season: 2004
- Gewinner des MLS Supporters’ Shield: 2004

### Los Angeles Galaxy
- Sieger der MLS Western Conference: 2009, 2010
- MLS-Cup-Finalist: 2009
- 1. Platz MLS Supporters' Shield: 2010
- 2. Platz MLS Supporters' Shield: 2009
- 2. Platz SuperLiga: 2007
- 2. Platz Pan-Pacific Championship: 2009
- Einsatz im MLS All-Star Game 2008

### Als Spieler
- Los Angeles Galaxy MVP: 2010
- Los Angeles Galaxy Golden Boot: 2010
- Los Angeles Galaxy Humanitarian of the Year: 2010
- MLS Spieler des Monats: August 2002, April 2010
- MLS Best XI: 2010

## Spielstil
Buddle ist ein athletischer Spieler, der seine Stärken im Flankengeben und als Torjäger sieht. Aufgrund seiner langen Beine ist er ein oftmals trügerischer und schneller Spieler, der vor allem in 1-gegen-1-Situationen intelligent agiert. Des Weiteren besitzt der antizipierte Buddle ein hohes Spielverständnis, weshalb er oftmals nur in Tornähe wartet und als Abstauber fungiert. Darüber verfügt er auch über eine hohe Kopfballstärke, was vor allem auf seine Größe und seinen robusten Körperbau zurückzuführen ist.

## Familie
Edson Buddle wurde das Fußballspielen in die Wiege gelegt. Bereits sein jamaikanischer Vater Winston Buddle (* ca. 1957) war aktiver Fußballspieler, der unter anderem in seiner Heimat beim Seba United FC spielte und nach kurzen Stationen in Griechenland und Zypern in die USA emigrierte. Aktuell leitet Winston Buddle das Golden Touch Soccer-Trainingscenter in New Rochelle und gilt als einer der besten Jugendtrainer der Tri-State Region. Außerdem war er Trainer einiger High-School- und Erwachsenenfußballmannschaften, sowie Cheftrainer der Nationalmannschaft von St. Vincent und den Grenadinen. Winston Buddle war es auch, der den Namen für seinen Sohn aussuchte und ihn nach der brasilianischen Fußballlegende Pelé (Geburtsname: Edson Arantes do Nascimento) benannte. Außerdem hat Edson Buddle eine ältere Schwester mit dem Namen Audrey.
Seit Mitte Januar 2007 ist Buddle in einer Beziehung mit einer Rutgers-Absolventin.